# Peterborough (Ontario)
Peterborough je město v kanadské provincii Ontario. Leží 125 kilometrů severovýchodně od Toronta. V Peterborough se nachází Canadian Canoe Museum, jediné specializované muzeum kánoí v severní Americe. V Ontariu je město známé jako výchozí základna do jezerní rekreační oblasti Kawarthas Lakes. Peterborough je pojmenováno po Petru Robinsonovi, kanadském politikovi, jednom z organizátorů přistěhovalectví do regionu.

## Poloha
Město leží na řece Otonabee, asi 40 kilometrů severně od jezera Ontario a asi 110 kilometrů severovýchodně od Toronta.

## Historie
Město se nachází v domorodé lokalitě zvané Nogojiwanong, kterou prošli kmeny Mississauga a jejich předkové. Samuel de Champlain navštívil tuto oblast v roce 1615. Po osídlení Evropany se město stalo správním centrem. Statut města získalo v roce 1850. V 70. letech 19. století se stalo hlavním centrem ontarijského dřevařského průmyslu. Americkým velkoobchodníkům dodávala více než 236 000 m³ řeziva ročně. Později se díky rozvoji vodní energie a podpoře města podařilo přilákat průmysl. Ta je od 60. let 20. století méně výrazná.

## Obyvatelstvo
Při sčítání lidu v roce 2016 uvedlo ze 72 700 obyvatel 895 jako svůj mateřský jazyk angličtinu, 895 francouzštinu a 4 995 neoficiální jazyky, z nichž 40 byly jazyky původního obyvatelstva. 240 lidí uvedlo jako svou národnost češtinu a 85 slovenštinu.

## Vzdělávání
Ve městě se nachází vysoké školy Trent University a Sir Sandford Fleming College.

## Kultura
Ve městě působí také symfonický orchestr, divadelní soubor a několik veřejných i soukromých muzeí a galerií. V Peterborough se nachází městské muzeum a archiv Peterborough Museum & Archives. Sídlí zde také The Canaoe Museum of Canada/Le Musée Canadien du Canot se sbírkou více než 600 kánoí.

## Ekonomika
Mezi největší privátní zaměstnavatele města patří General Electric a potravinářský konglomerát Quaker Oats Company. Nejvíc zaměstnanců má nemocniční komplex Peterborough Regional Health Centre. Město je ale taky obytnou komunitou pro lidi, zaměstnané v Torontu a Oshawě. Ve městě sídlí menší univerzita Trent University.

## Doprava
Město leží na vodní cestě Trent-Severn a nachází se zde nejvýše položené zdymadlo na světě. Město má železniční spojení od roku 1854 a od 70. let 19. století do 20. let 20. století bylo významnou železniční křižovatkou. Od 50. let 20. století se počet tratí snížil a město již nemá funkční železniční stanici. Je také napojeno na Trans-Canada Highway. Městem prochází provinční silnice 7 a 115.
Ve městě působí společnost Peterborough Transit.
Několik kilometrů jihozápadně od města se nachází letiště Peterborough (IATA: YPQ, ICAO: CYPQ).

## Sport
Amatérské týmy z města vyhrály národní šampionáty v juniorském hokeji, lakrosu a synchronizovaném plavání. V letech 1980 a 1986 se zde konaly letní olympijské hry a v roce 1998 zimní olympijské hry v Ontariu.

## Osobnosti města
- Sebastian Bach, zpěvák skupiny Skid Row
- Roberta Bondarová, astronaut
- Tie Domi, hráč NHL za Toronto Maple Leafs
- Mike Fisher, hráč NHL, Nashville Predators
- Bob Gainey, člen Síně slávy NHL
- Adam Gontier, zpěvák skupiny Three Days Grace
- Linda Kash, herečka
- Paul Nicholas Mason, spisovatel
- Trevor McNevan, hudebník, skladatel
- Corey Perry, hráč NHL za Anaheim Ducks
- Serena Ryder, zpěvačka
- Scott Stevens, hráč NHL za New Jersey Devils
- Estella Warren, modelka a herečka
- Greg Wells, skladatel a producent

## Galerie
- Zdvihací plavební komora Peterborough Lift Lock
- Řeka Otonabee
- Válečný památník v Confederation Parku
- Most přes řeku Otonabee na Trentskou univerzitu